# Bijetjatje
Bijetjatje är en sjö i Storumans kommun i Lappland och ingår i Umeälvens huvudavrinningsområde. Sjön har en area på 0,604 kvadratkilometer och ligger 827,5 meter över havet. Sjön avvattnas av vattendraget Gejmån (Vuole-Gassasavon).

## Delavrinningsområde
Bijetjatje ingår i det delavrinningsområde (727743-145644) som SMHI kallar för Utloppet av Bijetjatje. Medelhöjden är 934 meter över havet och ytan är 6,06 kvadratkilometer. Det finns ett avrinningsområde uppströms, och räknas det in blir den ackumulerade arean 23,44 kvadratkilometer. Gejmån (Vuole-Gassasavon) som avvattnar avrinningsområdet har biflödesordning 2, vilket innebär att vattnet flödar genom totalt 2 vattendrag innan det når havet efter 397 kilometer. Avrinningsområdet består mestadels av kalfjäll (88 procent). Avrinningsområdet har 0,75 kvadratkilometer vattenytor vilket ger det en sjöprocent på 12,4 procent.